# Be Careful What You Fish For
Be Careful What You Fish For (titulado Ten cuidado con lo que pescas en Hispanoamérica y Cuidado con lo que deseas pescar) es el décimo cuarto episodio de la décima temporada de la serie de televisión Padre de familia.
El episodio salió al aire originalmente por Fox en los Estados Unidos el 19 de febrero de 2012. En el episodio Peter y los muchachos tratan de salvar un Mercedes-Benz del océano, Peter le hace una promesa a un delfín.
Este episodio fue escrito por Steve Callaghan y dirigido por Julius Wu. La estrella invitada Ricky Gervais, como la voz de Billy Finn el delfín, y Lucy Davis como la voz de Joanne Finn, la exesposa del delfín.

## Argumentos
Cuando Peter con los muchachos tratan de salvar un Mercedes-Benz en el océano, después de haber escuchado una noticia en la que un cargamento de estos automóviles se hunde, le promete un favor a un delfín que se llama Billy Finn cuando este le da un adorno del automóvil, Billy Finn acepta la oferta de Peter y quiere ver cómo son las cosas en la tierra seca.Peter se divierte en el sentido del humor de Billy al principio, pero pronto Billy comienza a llevar a cabo bromas y se muestra ser molesto.
Cuando Peter finalmente accede a preguntarle a Billy sobre su estadía en la casa, este le propone otro adorno para mantener su amistad.Cuando Peter descubre parte de su problema es su alejamiento de su exesposa, Joanne, y cómo contribuye a su soledad, Peter decide reunir a la pareja. Después de varios intentos con Glenn vestido como Aquaman y Joe vestirse como Neptuno no funcionó, Peter y Billy hacen un discurso sincero juntos, y los dos delfines se reúnen felizmente. Seamus posteriormente pesca a Joe.

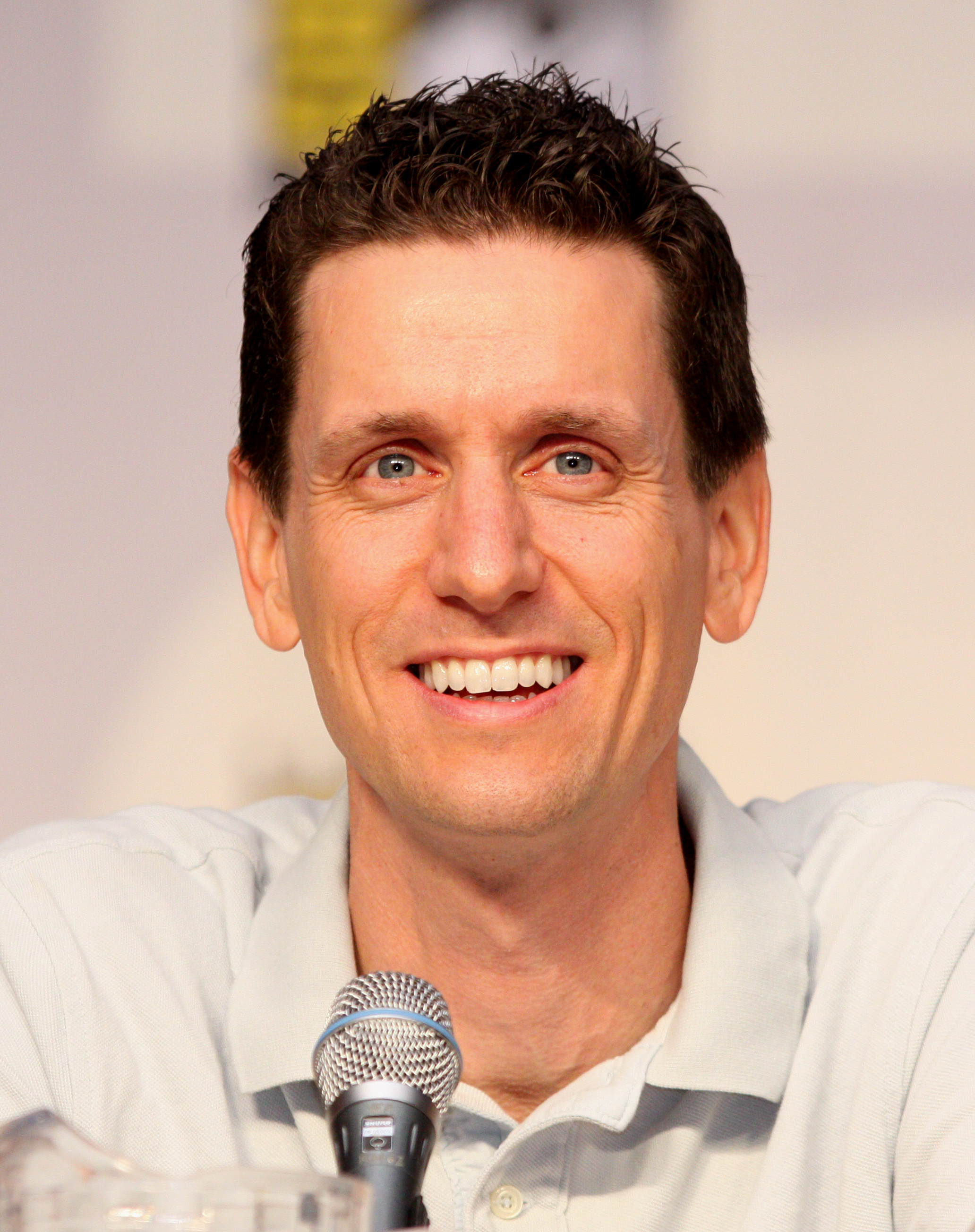
Steve Callaghan escribió el episodio.

Mientras tanto, Stewie cuando sale de la guardería cubierto en pintura de dedos e informes de negligencia en el salón de clases, Brian ofrece para hacer frente a la irresponsabilidad de la cuidadora la señorita Emily. Cuando Brian ve a la Emily por primera vez, encuentra que es una Señorita muy atractiva, por tanto se interesa en ella e interviene en los planes de Stewie de acusarla del mal servicio como cuidadora de niños, y así poder acostarse con ella. Pero cuando llega por la señorita Emily para su cita se da cuenta de que ella ya tiene un novio por lo que lo hace reaccionar y acusarla con la policía, y es llevada a la cárcel. Estando en casa Stewie le dice a Brian que su nueva maestra es más atractiva que la pasada y promete darle su número, ambos salen corriendo.